# Anja Nissen
Anja Nissen (Winmalee, Ausztrália, 1995. november 6. –), más néven egyszerűen Anja dán-ausztrál énekesnő, dalszerző, táncos és színész. Ő nyerte meg az ausztrál The Voice harmadik szériáját. Ezt követően Nissen szerződést kötött a Universal Music Grouppal. Hatással voltak rá: Patti LaBelle, Aretha Franklin, Céline Dion, Mariah Carey, Whitney Houston, Toni Braxton valamint Stevie Wonder. 2015-ben Nissen elkísérte Olly Murst az ausztrál Never Been Better  turnéjára.
2017-ben részt vett az Eurovíziós Dalfesztivál dán nemzeti döntőjében, amit meg is nyert, így ő képviselte Dániát a 62. Eurovíziós Dalfesztiválon, Kijevben. A döntőben 77 pontot sikerült összegyűjtenie, így a 20. helyen végzett.

## Fordítás
- Ez a szócikk részben vagy egészben  az   Anja Nissen című angol Wikipédia-szócikk ezen változatának fordításán alapul.  Az eredeti cikk szerkesztőit annak laptörténete sorolja fel. Ez a jelzés csupán a megfogalmazás eredetét és a szerzői jogokat jelzi, nem szolgál a cikkben szereplő információk forrásmegjelöléseként.